# Natação nos Jogos Pan-Americanos de 2019 - 100 m livre feminino
As competições dos 100 metros livre feminino da natação nos Jogos Pan-Americanos de 2019 foram realizadas em 8 de agosto no Centro Aquático Nacional, em Lima, no Peru. 

## Calendário
Horário local (UTC-5).
| Data        | Horário | Fase          |
| ----------- | ------- | ------------- |
| 8 de agosto | 11:00   | Eliminatórias |
| 8 de agosto | 20:30   | Final B       |
| 8 de agosto | 20:30   | Final A       |

## Medalhistas
| Ouro   | USA Margo Geer       |
| Prata  | CAN Alexia Zevnik    |
| Bronze | BRA Larissa Oliveira |

## Recordes
Antes desta competição, os recordes mundiais e pan-americanos da prova eram os seguintes:
| Tipo                             | Atleta                    | Tempo | Local     | Data                |
| -------------------------------- | ------------------------- | ----- | --------- | ------------------- |
|                                  | SWE Sarah Sjöström        | 51s71 | Budapeste | 23 de julho de 2017 |
| Recorde dos Jogos Pan-Americanos | CAN Chantal van Landeghem | 53s83 | Toronto   | 14 de julho de 2015 |

## Resultados

### Eliminatórias
A eliminatória foi realizada em 8 de agosto. 
| Pos. | Bateria | Raia | Nadador                    | Nacionalidade                | Tempo   | Notas |
| ---- | ------- | ---- | -------------------------- | ---------------------------- | ------- | ----- |
| 1    | 4       | 4    | Margo Geer                 | USA Estados Unidos           | 54.65   | QA    |
| 2    | 4       | 5    | Alexia Zevnik              | CAN Canadá                   | 55.36   | QA    |
| 3    | 2       | 5    | Alyson Ackman              | CAN Canadá                   | 55.78   | QA    |
| 4    | 2       | 4    | Larissa Oliveira           | BRA Brasil                   | 56.02   | QA    |
| 5    | 3       | 4    | Lia Neal                   | USA Estados Unidos           | 56.49   | QA    |
| 6    | 3       | 5    | Daynara de Paula           | BRA Brasil                   | 56.65   | QA    |
| 7    | 4       | 3    | Elisbet Gámez Matos        | CUB Cuba                     | 57.03   | QA    |
| 8    | 2       | 3    | Karen Torrez               | BOL Bolívia                  | 57.19   | QA    |
| 9    | 3       | 6    | Allyson Ponson             | ARU Aruba                    | 57.28   | QB    |
| 10   | 1       | 5    | Sirena Rowe                | COL Colômbia                 | 57.48   | QB    |
| 11   | 4       | 6    | Anicka Delgado             | ECU Equador                  | 57.51   | QB    |
| 12   | 3       | 3    | Jeserik Pinto              | VEN Venezuela                | 57.57   | WD    |
| 13   | 4       | 8    | Inés Marín                 | CHI Chile                    | 58.08   | QB    |
| 14   | 4       | 2    | Julimar Avila              | HON Honduras                 | 58.15   | QB    |
| 15   | 3       | 2    | Emily MacDonald            | JAM Jamaica                  | 58.19   | QB    |
| 16   | 2       | 6    | María Mejia                | GUA Guatemala                | 58.57   | QB    |
| 17   | 2       | 2    | Madelyn Moore              | BER Bermudas                 | 59.02   | QB    |
| 18   | 3       | 8    | Jessica Cattaneo           | PER Peru                     | 59.05   |       |
| 19   | 2       | 1    | Rafaela Erazo              | PER Peru                     | 59.31   |       |
| 20   | 2       | 8    | Lillian Higgs              | BAH Bahamas                  | 59.32   |       |
| 20   | 3       | 7    | Maria Victoria Schutzmeier | NCA Nicarágua                | 59.32   |       |
| 22   | 4       | 7    | Giselle Gursoy             | TTO Trinidad e Tobago        | 59.34   |       |
| 23   | 3       | 1    | Catherine Cooper           | PAN Panamá                   | 59.66   |       |
| 24   | 2       | 7    | Inés Remersaro             | URU Uruguai                  | 59.69   |       |
| 25   | 4       | 1    | Lauren Hew                 | CAY Ilhas Cayman             | 1:01.38 |       |
| 26   | 1       | 5    | Mya de Freitas             | VIN São Vicente e Granadinas | 1:03.49 |       |
| 27   | 1       | 4    | Bianca Mitchell            | ANT Antígua e Barbuda        | 1:04.21 |       |
| 28   | 1       | 3    | Nikita Fiedtkou            | GUY Guiana                   | 1:06.07 |       |

### Final B
A final B foi realizada em 8 de agosto. 
| Pos. | Raia | Nadador         | Nacionalidade | Tempo | Notas            |
| ---- | ---- | --------------- | ------------- | ----- | ---------------- |
| 9    | 4    | Allyson Ponson  | ARU Aruba     | 57.06 |                  |
| 10   | 3    | Anicka Delgado  | ECU Equador   | 57.13 |                  |
| 11   | 5    | Sirena Rowe     | COL Colômbia  | 57.64 |                  |
| 12   | 2    | Julimar Avila   | HON Honduras  | 57.74 | Recorde nacional |
| 13   | 6    | Inés Marín      | CHI Chile     | 57.89 |                  |
| 14   | 1    | María Mejia     | GUA Guatemala | 57.94 |                  |
| 15   | 7    | Emily MacDonald | JAM Jamaica   | 58.07 |                  |
| 16   | 8    | Madelyn Moore   | BER Bermudas  | 58.68 |                  |

### Final A
A final A foi realizada em 8 de agosto. 
| Pos.              | Raia | Nadador             | Nacionalidade      | Tempo | Notas |
| ----------------- | ---- | ------------------- | ------------------ | ----- | ----- |
| Medalha de ouro   | 4    | Margo Geer          | USA Estados Unidos | 54.17 |       |
| Medalha de prata  | 5    | Alexia Zevnik       | CAN Canadá         | 55.04 |       |
| Medalha de bronze | 6    | Larissa Oliveira    | BRA Brasil         | 55.25 |       |
| 4                 | 2    | Lia Neal            | USA Estados Unidos | 55.62 |       |
| 5                 | 3    | Alyson Ackman       | CAN Canadá         | 55.81 |       |
| 6                 | 8    | Karen Torrez        | BOL Bolívia        | 56.59 |       |
| 7                 | 7    | Daynara de Paula    | BRA Brasil         | 56.88 |       |
| 8                 | 1    | Elisbet Gámez Matos | CUB Cuba           | 57.05 |       |

Legenda
| Recorde mundial                  | Recorde mundial (World record)               |                       | Recorde africano                      | Recorde africano (African) |                                           | Q | Classificado por posição (Qualified) |
| Recorde dos Jogos Pan-Americanos | Recorde pan-americano (Pan-American record)  | Recorde da América    | Recorde da América (Americas)         | q                          | Classificado por melhor tempo (Qualified) |   |                                      |
| Melhor marca do ano              | Melhor marca do ano (World leading)          | Recorde asiático      | Recorde asiático (Asian)              | DNS                        | Não largou (Did not start)                |   |                                      |
| Recorde nacional                 | Recorde nacional (National record)           | Recorde europeu       | Recorde europeu (European)            | DNF                        | Não terminou (Did not finish)             |   |                                      |
| Recorde pessoal                  | Recorde pessoal do atleta (Personal best)    | Recorde da Oceania    | Recorde da Oceania (Oceania)          | DSQ / DQ                   | Desclassificado (Disqualified)            |   |                                      |
| Recorde da temporada             | Recorde da temporada do atleta (Season best) | Recorde sul-americano | Recorde sul-americano (South America) | NM                         | Sem marca (No mark)                       |   |                                      |